# 장기 정씨
장기 정씨(長鬐 鄭氏)는 경상북도 포항시 장기면을 본관으로 하는 한국의 성씨이다.

## 역사
시조 정자여(鄭子與)는 고려에서 문과에 올라 공을 세워 추충진국공시(推忠鎭國功臣)로 은청광록대부(銀靑光錄大夫)에 올라 문하시랑평장사(門下侍郞平章事), 판추밀원사(判樞密院事) 등을 지내며 장기백에 봉해진 뒤 식읍을 받았다. 이후 영일 정씨에서 분관했다.

## 참고 자료
- “장기정씨(長鬐鄭氏)”. 뿌리를 찾아서.[깨진 링크(과거 내용 찾기)]